# Негрешть
Негрешть, Негрешті (рум. Negrești) — місто у повіті Васлуй в Румунії. Адміністративно місту підпорядковані такі села (дані про населення за 2002 рік):
- Валя-Маре (919 осіб)
- Глодень (300 осіб)
- Кезенешть (458 осіб)
- Парпаніца (605 осіб)
- Пояна (276 осіб)
- Чоателе (337 осіб)

Місто розташоване на відстані 286 км на північ від Бухареста, 30 км на північний захід від Васлуя, 37 км на південь від Ясс.

## Населення
За даними перепису населення 2002 року у місті проживали 9854 особи.
Національний склад населення міста:
| Національність | Кількість осіб | Відсоток |
| -------------- | -------------- | -------- |
| румуни         | 9789           | 99,3%    |
| цигани         | 52             | 0,5%     |
| угорці         | 9              | 0,1%     |
| німці          | 3              | < 0,1%   |

Рідною мовою назвали:
| Мова      | Кількість осіб | Відсоток |
| --------- | -------------- | -------- |
| румунська | 9842           | 99,9%    |
| циганська | 8              | 0,1%     |
| угорська  | 3              | < 0,1%   |

Склад населення міста за віросповіданням:
| Релігія            | Кількість осіб | Відсоток |
| ------------------ | -------------- | -------- |
| православні        | 9654           | 98,0%    |
| бретрени           | 50             | 0,5%     |
| п'ятдесятники      | 31             | 0,3%     |
| баптисти           | 20             | 0,2%     |
| римо-католики      | 19             | 0,2%     |
| адвентисти         | 15             | 0,2%     |
| лютерани           | 10             | 0,1%     |
| реформати          | 7              | 0,1%     |
| греко-католики     | 5              | 0,1%     |
| не релігійні       | 2              | < 0,1%   |
| атеїсти            | 1              | < 0,1%   |
| не вказали релігію | 1              | < 0,1%   |

## Зовнішні посилання
- Дані про місто Негрешть на сайті Ghidul Primăriilor [Архівовано 12 травня 2011 у Wayback Machine.]